# Незнайомці (роман Дозуа)
«Незнайомці» (англ. Strangers) — науково-фантастичний роман американського письменника Ґарднера Дозуа, опублікований 1978 року.
Роман було написано за однойменною повістю, що була розширена й вперше опублікована в збірці «Нові виміри IV» (під редакцією Роберта Сілверберга) в 1974 році. Роман номінувався на премію «Г'юго» та «Локус», з згодом потрапив до невеликої збірки «Дивовижні дні: казкові подорожі» під редакцією Ґарднера Дозуа.
Розширена версія твору у вигляді роману була спочатку опублікована видавництвом «Berkley Books», а також номінована на премію Неб'юла як найкращий роман та премію Локус. Перевиданий iBooks у 2003 році.
Події роману відбуваються в далекому майбутньому, коли люди розселилися по галактиці, але іншими цивілізаціями вважаються істотами другого сорту. Художник Джозеф Фарбер стикається з глибокою різницею між людьми та сіанами, жителями планети Вейннунах. Закохавшись у місцеву жительку Ліраун, він змінює своє тіло, щоб мати право одружитися з нею. Але відмінності в культурі заважають адекватному спілкуванню між ними.